# Epsilonella tenue
Epsilonella tenue är en rundmaskart som först beskrevs av Steiner 1931.  Epsilonella tenue ingår i släktet Epsilonella och familjen Epsilonematidae. Inga underarter finns listade i Catalogue of Life.